# Paramphithoe hystrix
Paramphithoe hystrix is een vlokreeftensoort uit de familie van de Epimeriidae. De wetenschappelijke naam van de soort is voor het eerst geldig gepubliceerd in 1835 door Ross.